# Izba Rolnicza w Poznaniu

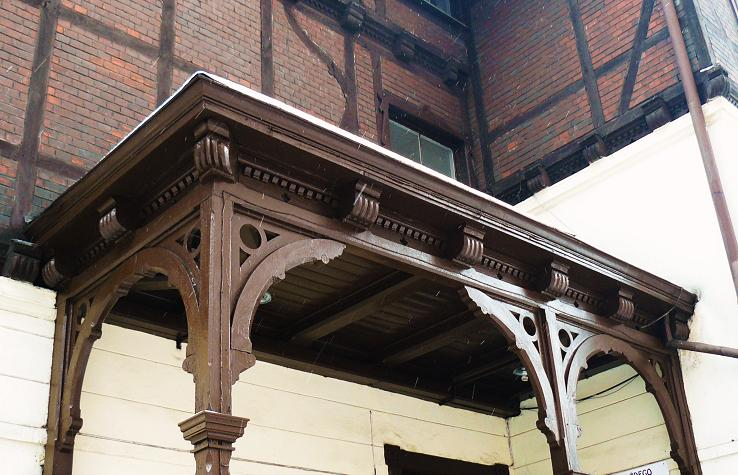
Ganek

Izba Rolnicza w Poznaniu – szachulcowy budynek przy ul. J. H. Dąbrowskiego 17 w Poznaniu, będący jednym z najbardziej rozpoznawalnych elementów starych Jeżyc.

## Historia i architektura
W 2. połowie XIX wieku intensywny rozwój rolnictwa rodził konieczność powstawania w całej Europie instytutów doświadczalnych, mających na celu przeprowadzanie badań naukowych i analiz laboratoryjnych związanych z lokalnym rolnictwem i hodowlą.
Budynek poznańskiej Izby Rolnej (potem Wielkopolska Izba Rolna, a po II wojnie Instytut Hodowli i Aklimatyzacji Roślin – oddział w Poznaniu), która była właśnie tego rodzaju zakładem, wzniesiono około 1895 z przeznaczeniem na stację doświadczalną. Od początku istnienia znajdowała się tutaj hala do doświadczeń wazowych (z wazonami wegetacyjnymi), biblioteka, laboratorium i mieszkania pracownicze.
Budynek jest 13-osiowy, oddany do użytku w tzw. stylu szwajcarskim, bogato zdobiony snycersko, z dwoma ryzalitami na flankach. Od strony wschodniej ozdobny ganek. Od ulicy Dąbrowskiego ogródek, dawniej wydzielony metalowym ogrodzeniem. Ryzality zaakcentowano zwieńczeniami. Na podwórko z tyłu prowadzi brukowana droga.
W latach 1979 – 1981 przeprowadzono kapitalny remont budynku. Obecnie mieszczą się tu różnego rodzaju punkty usługowe i firmy. W czasach PRL w zachodniej części ogródka funkcjonował, cieszący się złą sławą, bar piwny.